# Vlaamse Raad (samenstelling 1991-1995)
Dit is de lijst van de leden van de Vlaamse Raad in de legislatuur 1991-1995. De Vlaamse Raad was de voorloper van het Vlaams Parlement en werd nog niet rechtstreeks verkozen.
De legislatuur 1991-1995 telde 188 leden. Dit waren de 124 leden van de Nederlandse taalgroep uit de Kamer van volksvertegenwoordigers verkozen bij de verkiezingen van 24 november 1991 en de 64 rechtstreeks gekozen leden van de Nederlandse taalgroep uit de Belgische Senaat, eveneens verkozen op 24 november 1991.
De legislatuur ging van start op 7 januari 1992 en eindigde op 6 april 1995.
De Vlaamse Raad controleerde die legislatuur de werking van de Vlaamse Regering-Van den Brande I (januari - februari 1992), Regering-Van den Brande II (februari - oktober 1992) en Regering-Van den Brande III (oktober 1992 - juni 1995). De regering-Van den Brande I steunde op een meerderheid van CVP en SP en de regeringen-Van den Brande II en -Van den Brande III op een meerderheid van CVP, SP en Volksunie. De oppositie bestond dus uit PVV/VLD, Volksunie (tot februari 1992), Agalev, Vlaams Blok en ROSSEM.

## Samenstelling
| Begin legislatuur (1991) | Begin legislatuur (1991) | Begin legislatuur (1991) | Einde legislatuur (1995) | Einde legislatuur (1995) | Einde legislatuur (1995) |
| Fractie                  | Fractie                  | Zetels                   | Fractie                  | Fractie                  | Zetels                   |
| ------------------------ | ------------------------ | ------------------------ | ------------------------ | ------------------------ | ------------------------ |
|                          | CVP                      | 59                       |                          | CVP                      | 59                       |
|                          | SP                       | 42                       |                          | VLD                      | 44                       |
|                          | PVV                      | 39                       |                          | SP                       | 41                       |
|                          | Vlaams Blok              | 17                       |                          | Vlaams Blok              | 17                       |
|                          | Volksunie                | 15                       |                          | Agalev                   | 12                       |
|                          | Agalev                   | 12                       |                          | Volksunie                | 11                       |
|                          | ROSSEM                   | 4                        |                          | Onafhankelijk            | 3                        |
|                          |                          |                          |                          | ROSSEM                   | 1                        |

Wijzigingen in fractiesamenstelling:
- In 1992 stappen Jaak Gabriels (Volksunie) en Pierre Chevalier (SP) over naar de VLD.
- In 1993 stapt Hugo Coveliers (Volksunie) over naar de VLD en Herman Candries (Volksunie) over naar de CVP.
- In 1993 stappen Jean-Pierre Van Rossem en Jan Decorte (beide ROSSEM) uit hun partij en zetelen vanaf dan als onafhankelijken. Van Rossem zetelt vanaf 1994 opnieuw namens ROSSEM.
- In 1993 stapt Jef Valkeniers (Volksunie) uit zijn partij. Hij zetelt enkele maanden als onafhankelijke en stapt in 1994 over naar VLD.
- In 1994 stapt Lisette Nelis-Van Liedekerke (CVP) over naar de VLD.
- In 1994 verlaat Willy Goossens (ROSSEM) zijn partij en zetelt vanaf dan als onafhankelijke.
- Begin 1995 stapt Louis Standaert (ROSSEM) uit zijn partij en zetelt vanaf dan als onafhankelijke.

## Lijst van de parlementsleden
| Volksvertegenwoordiger         | Partij      | Kieskring                 | Opmerkingen |
| ------------------------------ | ----------- | ------------------------- | --- |
| Jos Ansoms                     | CVP         | Antwerpen                 | |
| André Bourgeois                | CVP         | Roeselare-Tielt           | |
| Paul Breyne                    | CVP         | Kortrijk-Ieper            | |
| Hubert Brouns                  | CVP         | Hasselt-Tongeren-Maaseik  | |
| Frans Cauwenberghs             | CVP         | Antwerpen                 | |
| Luc Goutry                     | CVP         | Brugge                    | Vervangt vanaf 19 maart 1992 de overleden Daniël Coens. |
| Stefaan De Clerck              | CVP         | Kortrijk-Ieper            | Voorzitter van de commissie Buitenlandse en Europese Aangelegenheden. |
| Jean-Luc Dehaene               | CVP         | Brussel                   | |
| Paul De Keersmaeker            | CVP         | Brussel                   | |
| Wivina Demeester               | CVP         | Antwerpen                 | |
| Edward Demuyt                  | CVP         | Brugge                    | |
| Peter Desmet                   | CVP         | Kortrijk-Ieper            | |
| Jo Vandeurzen                  | CVP         | Hasselt-Tongeren-Maaseik  | Vervangt vanaf 13 januari 1993 Luc Dhoore, die op pensioen gaat. |
| Jos Dupré                      | CVP         | Mechelen-Turnhout         | |
| Mark Eyskens                   | CVP         | Leuven                    | |
| Ferdinand Ghesquière           | CVP         | Veurne-Diksmuide-Oostende | |
| Annie Leysen                   | CVP         | Mechelen-Turnhout         | |
| Hugo Marsoul                   | CVP         | Leuven                    | |
| Trees Merckx-Van Goey          | CVP         | Leuven                    | |
| Chris Moors                    | CVP         | Hasselt-Tongeren-Maaseik  | Secretaris en voorzitter van de commissie Onderwijs, Vorming en Wetenschapsbeleid. |
| Lisette Nelis-Van Liedekerke   | CVP         | Oudenaarde-Aalst          | Stapt op 1 juni 1994 over naar de VLD-fractie. |
| Marc Olivier                   | CVP         | Kortrijk-Ieper            | Ondervoorzitter en voorzitter van de commissie Welzijn en Gezondheid. |
| Karel Pinxten                  | CVP         | Hasselt-Tongeren-Maaseik  | |
| Freddy Sarens                  | CVP         | Mechelen-Turnhout         | |
| Eddy Schuermans                | CVP         | Hasselt-Tongeren-Maaseik  | |
| Miet Smet                      | CVP         | Dendermonde-Sint-Niklaas  | |
| Paul Tant                      | CVP         | Oudenaarde-Aalst          | |
| John Taylor                    | CVP         | Dendermonde-Sint-Niklaas  | |
| Bart Vandendriessche           | CVP         | Gent-Eeklo                | |
| Mark Van der Poorten           | CVP         | Oudenaarde-Aalst          | |
| Jozef Van Eetvelt              | CVP         | Mechelen-Turnhout         | |
| Johan Van Hecke                | CVP         | Gent-Eeklo                | |
| Daniël Vanpoucke               | CVP         | Roeselare-Tielt           | Vervangt vanaf 1 juni 1994 Erik Vankeirsbilck, die op pensioen gaat. |
| Gilbert Vanleenhove            | CVP         | Veurne-Diksmuide-Oostende | |
| Jef Van Looy                   | CVP         | Mechelen-Turnhout         | |
| Tony Van Parys                 | CVP         | Gent-Eeklo                | |
| Marc Van Peel                  | CVP         | Antwerpen                 | |
| Eric Van Rompuy                | CVP         | Brussel                   | Voorzitter van de CVP-fractie. |
| Hugo Weckx                     | CVP         | Brussel                   | |
| Eddy Baldewijns                | SP          | Hasselt-Tongeren-Maaseik  | Parlementsvoorzitter vanaf 13 januari 1994 en vanaf 26 januari 1994 voorzitter van de commissie Samenwerking, de commissie Financiën en Begroting en de commissie Algemene Zaken, Reglement en Verzoekschriften. |
| Gilbert Bossuyt                | SP          | Kortrijk-Ieper            | |
| Maurice Bourgois               | SP          | Kortrijk-Ieper            | |
| Pierre Chevalier               | SP          | Brugge                    | Stapt op 17 november 1992 over naar de VLD-fractie. Chevalier was tot 16 november 1992 voorzitter van de commissie Media.                                                                                        |
| Charles Moyaerts               | SP          | Hasselt-Tongeren-Maaseik  | Vervangt vanaf 16 november 1994 Willy Claes, die secretaris-generaal van de NAVO wordt. |
| Marcel Colla                   | SP          | Antwerpen                 | |
| Norbert De Batselier           | SP          | Dendermonde-Sint-Niklaas  | |
| Jos De Bremaeker               | SP          | Antwerpen                 | Voorzitter van de commissie Cultuur vanaf 24 januari 1995. |
| Johan De Mol                   | SP          | Dendermonde-Sint-Niklaas  | |
| Erik Derycke                   | SP          | Kortrijk-Ieper            | |
| Fred Dielens                   | SP          | Brussel                   | |
| Lode Hancké                    | SP          | Antwerpen                 | Voorzitter van de SP-fractie. |
| Patrick Hostekint              | SP          | Roeselare-Tielt           | |
| Renaat Landuyt                 | SP          | Brugge                    | |
| Carlos Lisabeth                | SP          | Gent-Eeklo                | |
| Marcel Logist                  | SP          | Leuven                    | |
| Jan Peeters                    | SP          | Mechelen-Turnhout         | |
| Leo Peeters                    | SP          | Brussel                   | Voorzitter van de commissie Cultuur tot 11 januari 1995. |
| André Schellens                | SP          | Leuven                    | |
| Jef Sleeckx                    | SP          | Mechelen-Turnhout         | |
| Guy Swennen                    | SP          | Hasselt-Tongeren-Maaseik  | |
| Johan Vande Lanotte            | SP          | Veurne-Diksmuide-Oostende | |
| Luc Van den Bossche            | SP          | Gent-Eeklo                | |
| Frank Vandenbroucke            | SP          | Leuven                    | |
| Dirk Van der Maelen            | SP          | Oudenaarde-Aalst          | Vervangt vanaf 7 januari 1992 Herman De Loor, die provinciaal senator in de Belgische Senaat wordt. |
| Jean Van der Sande             | SP          | Mechelen-Turnhout         | |
| Louis Vanvelthoven             | SP          | Hasselt-Tongeren-Maaseik  | Tot 13 januari 1994 parlementsvoorzitter en voorzitter van de commissie Samenwerking, de commissie Financiën en Begroting en de commissie Algemene Zaken, Reglement en Verzoekschriften.                         |
| Magda De Meyer                 | SP          | Dendermonde-Sint-Niklaas  | Vervangt vanaf 27 september 1994 Freddy Willockx, die lid wordt van het Europees Parlement. |
| Peter Berben                   | PVV         | Hasselt-Tongeren-Maaseik  | |
| Ward Beysen                    | PVV         | Antwerpen                 | Voorzitter van de commissie Openbare Werken en Vervoer en vanaf 20 september 1992 secretaris. |
| Louis Bril                     | PVV         | Roeselare-Tielt           | |
| Marc Cordeel                   | PVV         | Dendermonde-Sint-Niklaas  | |
| Willy Cortois                  | PVV         | Brussel                   | |
| Rik Daems                      | PVV         | Leuven                    | |
| Didier Ramoudt                 | PVV         | Veurne-Diksmuide-Oostende | Vervangt vanaf 9 juli 1992 de overleden Willy Declerck. |
| Etienne de Groot               | PVV         | Antwerpen                 | |
| Annie De Maght                 | PVV         | Oudenaarde-Aalst          | |
| Julien Demeulenaere            | PVV         | Veurne-Diksmuide-Oostende | |
| André Denys                    | PVV         | Gent-Eeklo                | Voorzitter van de PVV/VLD-fractie. |
| Roland Deswaene                | PVV         | Gent-Eeklo                | |
| Jacques Devolder               | PVV         | Brugge                    | |
| Patrick Dewael                 | PVV         | Hasselt-Tongeren-Maaseik  | |
| Geert Versnick                 | PVV         | Gent-Eeklo                | Vervangt vanaf 5 mei 1994 de overleden Emile Flamant. |
| André Kempinaire               | PVV         | Kortrijk-Ieper            | |
| Marcel Seghers                 | PVV         | Brussel                   | Vervangt vanaf 27 september 1994 Annemie Neyts, die lid wordt van het Europees Parlement. Neyts was ondervoorzitter van 20 oktober 1992 tot 19 juli 1994.                                                        |
| Léon Pierco                    | PVV         | Leuven                    | |
| Stefaan Platteau               | PVV         | Brussel                   | |
| Willy Taelman                  | PVV         | Mechelen-Turnhout         | |
| Maurice Vanhoutte              | PVV         | Mechelen-Turnhout         | |
| Dirk Van Mechelen              | PVV         | Antwerpen                 | |
| Valère Vautmans                | PVV         | Hasselt-Tongeren-Maaseik  | |
| Fons Vergote                   | PVV         | Roeselare-Tielt           | |
| Guy Verhofstadt                | PVV         | Gent-Eeklo                | |
| Marc Verwilghen                | PVV         | Dendermonde-Sint-Niklaas  | |
| Gerolf Annemans                | Vlaams Blok | Antwerpen                 | |
| Xavier Buisseret               | Vlaams Blok | Antwerpen                 | |
| Jean Caubergs                  | Vlaams Blok | Hasselt-Tongeren-Maaseik  | |
| Filip De Man                   | Vlaams Blok | Brussel                   | |
| Filip Dewinter                 | Vlaams Blok | Antwerpen                 | Voorzitter van de Vlaams Blok-fractie. |
| Marijke Dillen                 | Vlaams Blok | Antwerpen                 | |
| John Spinnewyn                 | Vlaams Blok | Mechelen-Turnhout         | |
| Francis Van den Eynde          | Vlaams Blok | Gent-Eeklo                | Voorzitter van de Commissie Huisvesting, Ruimtelijke Ordening en Landinrichting. |
| Joris Van Hauthem              | Vlaams Blok | Brussel                   | |
| Luk Van Nieuwenhuysen          | Vlaams Blok | Mechelen-Turnhout         | Secretaris. |
| Karim Van Overmeire            | Vlaams Blok | Oudenaarde-Aalst          | |
| Frans Wymeersch                | Vlaams Blok | Dendermonde-Sint-Niklaas  | |
| Vic Anciaux                    | Volksunie   | Brussel                   | |
| Herman Candries                | Volksunie   | Mechelen-Turnhout         | Stapt op 28 september 1993 over naar de CVP-fractie. |
| Jan Caudron                    | Volksunie   | Oudenaarde-Aalst          | |
| Hugo Coveliers                 | Volksunie   | Antwerpen                 | Stapt op 16 februari 1993 over naar de VLD-fractie. |
| Jaak Gabriels                  | Volksunie   | Hasselt-Tongeren-Maaseik  | Zetelt van 20 oktober tot 17 november 1992 als onafhankelijke en stapt op 17 november 1992 over naar de VLD-fractie.                                                                                             |
| Herman Lauwers                 | Volksunie   | Antwerpen                 | |
| Hugo Olaerts                   | Volksunie   | Hasselt-Tongeren-Maaseik  | |
| Johan Sauwens                  | Volksunie   | Hasselt-Tongeren-Maaseik  | |
| Paul Van Grembergen            | Volksunie   | Gent-Eeklo                | Voorzitter van de Volksunie-fractie. |
| Etienne Van Vaerenbergh        | Volksunie   | Brussel                   | |
| Lodewijk Steenwegen            | Agalev      | Leuven                    | Vervangt vanaf 27 september 1994 Magda Aelvoet, die lid wordt van het Europees Parlement. |
| Luc Barbé                      | Agalev      | Oudenaarde-Aalst          | |
| Wilfried De Vlieghere          | Agalev      | Brussel                   | |
| Vera Dua                       | Agalev      | Gent-Eeklo                | |
| Jos Geysels                    | Agalev      | Mechelen-Turnhout         | Voorzitter van de Agalev-fractie. |
| Hugo Van Dienderen             | Agalev      | Antwerpen                 | |
| Peter Luyten                   | Agalev      | Antwerpen                 | Vervangt vanaf 12 januari 1995 Mieke Vogels, die schepen van Antwerpen wordt. |
| Jan Decorte                    | ROSSEM      | Brussel                   | Zetelt vanaf 28 september 1993 als onafhankelijke. |
| Louis Standaert                | ROSSEM      | Antwerpen                 | Zetelt vanaf 12 januari 1995 als onafhankelijke. |
| Jean-Pierre Van Rossem         | ROSSEM      | Antwerpen                 | Zetelt van 20 oktober tot 17 november 1992 en van 13 december 1993 tot 12 december 1994 als onafhankelijke. |
| Frank Swaelen                  | CVP         | Antwerpen                 | |
| Herman Suykerbuyk              | CVP         | Antwerpen                 | Ondervoorzitter. |
| Leona Detiège                  | SP          | Antwerpen                 | |
| Marcel Bartholomeeussen        | SP          | Antwerpen                 | |
| Ludo Dierickx                  | Agalev      | Antwerpen                 | |
| Hugo Schiltz                   | Volksunie   | Antwerpen                 | |
| Jacky Buchmann                 | PVV         | Antwerpen                 | |
| Wim Verreycken                 | Vlaams Blok | Antwerpen                 | |
| Walter Peeters                 | Vlaams Blok | Antwerpen                 | |
| Willy Goossens                 | ROSSEM      | Antwerpen                 | Voorzitter van de ROSSEM-fractie tot 28 februari 1994. Zetelt vanaf 10 maart 1994 als onafhankelijke. |
| Luc Van den Brande             | CVP         | Mechelen-Turnhout         | |
| Robert Van Rompaey             | CVP         | Mechelen-Turnhout         | |
| Jos De Seranno                 | CVP         | Mechelen-Turnhout         | |
| Lydia Maximus                  | SP          | Mechelen-Turnhout         | |
| Arnold Van Aperen              | PVV         | Mechelen-Turnhout         | |
| Amelia Gijsbrechts-Horckmans   | PVV         | Mechelen-Turnhout         | |
| Roger Bosman                   | Vlaams Blok | Mechelen-Turnhout         | |
| Herman Van Rompuy              | CVP         | Brussel                   | Vervangt vanaf 27 september 1994 Wilfried Martens, die lid wordt van het Europees Parlement. |
| Georges Cardoen                | CVP         | Brussel                   | Voorzitter van de commissie Binnenlandse Aangelegenheden en Ambtenarenzaken. |
| Simonne Creyf                  | CVP         | Brussel                   | |
| Roger De Wulf                  | SP          | Brussel                   | |
| Alex De Boeck                  | Agalev      | Brussel                   | Vervangt vanaf 13 januari 1993 Cécile Harnie, die uit ontevredenheid ontslag neemt. |
| Jef Valkeniers                 | Volksunie   | Brussel                   | Zetelt van 19 oktober 1993 tot 25 januari 1994 als onafhankelijke en vanaf 26 januari 1994 in de VLD-fractie. |
| Francis Vermeiren              | PVV         | Brussel                   | Ondervoorzitter vanaf 19 juli 1994. |
| Roeland Van Walleghem          | Vlaams Blok | Brussel                   | |
| Gaston Geens                   | CVP         | Leuven                    | |
| Louis Tobback                  | SP          | Leuven                    | |
| René Swinnen                   | SP          | Leuven                    | |
| Roger Wierinckx                | PVV         | Leuven                    | |
| Mandus Verlinden               | PVV         | Leuven                    | |
| Theo Kelchtermans              | CVP         | Hasselt-Tongeren-Maaseik  | |
| Maurice Didden                 | CVP         | Hasselt-Tongeren-Maaseik  | |
| Riet Van Cleuvenbergen         | CVP         | Hasselt-Tongeren-Maaseik  | Vervangt vanaf 29 november 1994 Alex Arts, die rechter aan het Arbitragehof wordt. |
| Guy Moens                      | SP          | Hasselt-Tongeren-Maaseik  | |
| Ghislain Vermassen             | SP          | Hasselt-Tongeren-Maaseik  | Vervangt vanaf 7 januari 1992 Julien Dufaux, die gedeputeerde van de provincie Limburg. |
| Marie-Josée Bauwen             | Agalev      | Hasselt-Tongeren-Maaseik  | Vervangt vanaf 12 januari 1995 Jef Ulburghs, die op pensioen gaat. |
| Laurens Appeltans              | Volksunie   | Hasselt-Tongeren-Maaseik  | |
| Jeannine Leduc                 | PVV         | Hasselt-Tongeren-Maaseik  | Vervangt vanaf 27 april 1993 Eloi Vandersmissen, die besluit om voltijds burgemeester van Wellen te worden. Vandersmissen was secretaris tot 20 oktober 1992.                                                    |
| Johan De Roo                   | CVP         | Gent-Eeklo                | |
| Willy Seeuws                   | SP          | Gent-Eeklo                | Voorzitter van de commissie Media vanaf 13 januari 1993. |
| Jef Tavernier                  | Agalev      | Gent-Eeklo                | |
| Bob Van Hooland                | Volksunie   | Gent-Eeklo                | |
| Jean Pede                      | PVV         | Gent-Eeklo                | Ondervoorzitter tot 20 oktober 1992. |
| Roeland Raes                   | Vlaams Blok | Gent-Eeklo                | |
| Jan Lenssens                   | CVP         | Dendermonde-Sint-Niklaas  | |
| Jos De Meyer                   | CVP         | Dendermonde-Sint-Niklaas  | |
| Alfons Boesmans                | SP          | Dendermonde-Sint-Niklaas  | Vervangt vanaf 16 november 1994 Ivan Verleyen, die gedeputeerde wordt van de provincie Oost-Vlaanderen. |
| Georges Anthuenis              | PVV         | Dendermonde-Sint-Niklaas  | |
| Hubert Van Wambeke             | CVP         | Oudenaarde-Aalst          | |
| Jacques Timmermans             | SP          | Oudenaarde-Aalst          | Ondervoorzitter vanaf 13 januari 1994. |
| Herman De Croo                 | PVV         | Oudenaarde-Aalst          | |
| Jan Eeman                      | PVV         | Oudenaarde-Aalst          | |
| Johan Weyts                    | CVP         | Brugge                    | |
| Jan Leclercq                   | SP          | Brugge                    | |
| Ludo Monset                    | PVV         | Brugge                    | |
| Paul Deprez                    | CVP         | Kortrijk-Ieper            | |
| Eric Pinoie                    | SP          | Kortrijk-Ieper            | Ondervoorzitter tot 13 januari 1994. |
| Michel Capoen                  | Volksunie   | Kortrijk-Ieper            | Voorzitter van de commissie Leefmilieu en Natuurbehoud. Capoen zegde in januari 1994 zijn lidmaatschap van de Volksunie op, maar bleef deel uitmaken van de Volksunie-fractie in de Vlaamse Raad.                |
| Jacques Laverge                | PVV         | Kortrijk-Ieper            | Voorzitter van de commissie Economie, Energie, Landbouw en Werkgelegenheid. |
| Luc Martens                    | CVP         | Roeselare-Tielt           | |
| Robert Vanlerberghe            | SP          | Roeselare-Tielt           | |
| Maria Tyberghien-Vandenbussche | CVP         | Veurne-Diksmuide-Oostende | |
| Michiel Maertens               | Agalev      | Veurne-Diksmuide-Oostende | |

## Commissies
In 1993 werd een onderzoekscommissie opgericht naar de besteding van het overheidsgeld voor de Kempense Steenkoolmijnen.